# این اسپینال تپ است
این اسپینال تپ است (انگلیسی: This Is Spinal Tap) فیلمی در ژانر شبه‌مستند و کمدی به کارگردانی راب رینر است که در سال ۱۹۸۴ منتشر شد.

## خلاصه
فیلمساز مارتین دی برگی در حال ساخت مستندی دربارهٔ یک گروه راک انگلیسی به نام «اسپنیال تب» است. این گروه از دوستان دوران کودکی دیوید سنت هابینز و نایجل تافنل در آواز و گیتار، نوازنده بیس موسیقی درک اسمالز، نوازنده کیبورد Viv Savage و درامر میک شیمپتون تشکیل شده‌است. مارتی آنها را در تور کنسرت ۱۹۸۲ خود در ایالات متحده برای تبلیغ آلبوم جدیدشان Smell the Glove دنبال می‌کند.

## بازیگران
- راب رینر
- مایکل مک‌کین
- کریستوفر گست
- هری شیرر
- فرن درشر
- برونو کیربی
- اد بیگلی. جی آر
- پاتریک مکنی